# 福特·绀野
福特·绀野（英語：Ford Konno，1933年1月1日—），美国男子游泳运动员，主攻中长距离自由泳。他曾代表美国参加1952年和1956年夏季奥林匹克运动会游泳比赛，获得二枚金牌和二枚银牌。